# Mikroregion Bzenecko
Mikroregion Bzenecko leží na jihovýchodní Moravě v Jihomoravském kraji, v severní části okresu Hodonín, mezi městy Kyjov a Veselí nad Moravou. Mikroregion Bzenecko je dobrovolným svazkem 7 obcí s centrem ve městě Bzenci. Území Mikroregionu Bzenecko se shoduje s vymezením obvodu pověřeného městského úřadu II. stupně Bzenec, ke kterému je přiřazeno území Moravského Písku. Jeho cílem je ochrana prosazování společných zájmů členských obcí na různých úsecích činnosti těchto obcí a posílení ekonomické stability regionu při zachování a rozvoji ekologických hodnot a kulturních tradic, které odpovídají vývojovým trendům regionu. Sdružuje celkem 7 obcí a byl založen v roce 2002.

## Obce sdružené v mikroregionu
- Bzenec
- Domanín
- Moravský Písek
- Syrovín
- Těmice
- Vracov
- Žeravice